# Tacotalpa
Tacotalpa – miasto na południu meksykańskiego stanu Tabasco, siedziba władz gminy o tej samej nazwie. Miasto położone jest w odległości około 100 km na południe od wybrzeża Zatoki Meksykańskiej oraz około 50 km od stolicy stanu Villahermosa, niedaleko granicy ze stanem Chiapas. Tacotalpa położone jest w pobliżu jednej z największych rzek Meksyku Usumacinta. W 2010 roku ludność miasta liczyła 8071 mieszkańców.